# Вивітрювання кристалів

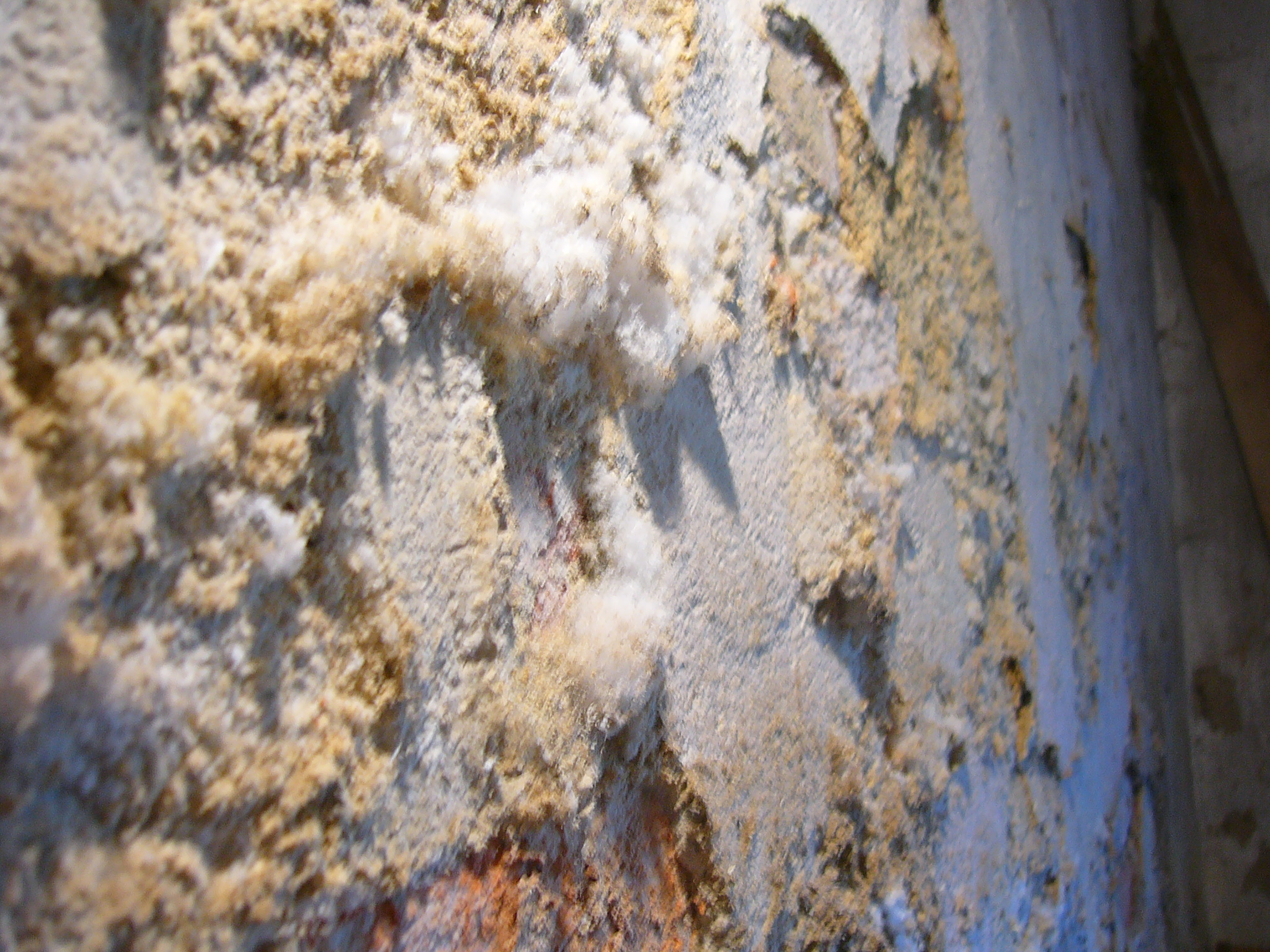
Результат вивітрювання кристалів гідратів солей на стінці.

Виві́трювання криста́лів (рос. выветривание кристаллов, англ. efflorescence) — втрата води гідратами солей внаслідок того, що тиск пари над сіллю стає вищим, ніж тиск насиченої пари в повітрі, де перебуває сіль, наприклад, такими як Na2CO3⋅10H2O.